# Виланцхајм
Виланцхајм (њем. Willanzheim) град је у њемачкој савезној држави Баварска. Једно је од 31 општинског средишта округа Кицинген. Према процјени из 2010. у граду је живјело 1.589 становника. Посједује регионалну шифру (AGS) 9675179.

## Географски и демографски подаци
Виланцхајм се налази у савезној држави Баварска у округу Кицинген. Град се налази на надморској висини од 260 метара. Површина општине износи 25,1 km². У самом граду је, према процјени из 2010. године, живјело 1.589 становника. Просјечна густина становништва износи 63 становника/km².